# Österjörns kyrka
Österjörns kyrka, Jörns gamla kyrka, är en kyrkobyggnad i Jörn. Den är församlingskyrka i Jörn-Bolidens församling i Luleå stift. Kyrkan används numera huvudsakligen för dop, vigslar och begravningar.

## Historik
Före tillkomsten av Österjörns kyrka fanns ett kapell där gamla skolans idag ligger. Kapellet blev sedan sockenstuga nedanför vägen och är idag riven. 
Förutvarande Jörns församling räknas ursprungligen som en del av Norsjö pastorat. Kapellförsamlingen under Norsjö blev Jörn 1848 och eget pastorat 1892.

## Kyrkobyggnaden
Kyrkan, byggd i trä, uppfördes 1855-1857 och ersatte då ett provisorium. Kyrkbygget leddes av byggmästaren G. Svensson från Piteå och byggnaden har formen av ett kors. Vid restaureringen 1913-1914 byggdes en sakristia vid östra korsarmen. Vid västra korsarmen uppfördes 1970 ett vapenhus. Från början stod altaret i hörnet mellan södra och östra korsarmarna. Det flyttades 1914 till östra korsarmen. Ursprungligen hade kyrkan spåntak. Detta ersattes 1882 med ett papptak. År 1934 lades tegeltak varvid tornet kläddes med kopparplåt.